# Зачупейко Сергій Юрійович
Сергій Юрійович Зачупейко (рос. Сергей Юрьевич Зачупейко; 5 січня 1988, м. Орськ, СРСР) — російський хокеїст, лівий нападник. Виступає за «Аріада-Акпарс» (Волжськ) у Вищій хокейній лізі.
Вихованець хокейної школи «Салават Юлаєв» (Уфа). Виступав за: «Салават Юлаєв» (Уфа), «Торос» (Нефтекамськ), «Аріада-Акпарс» (Волжськ), «Сокіл» (Новочебоксарськ).
У складі юніорської збірної Росії учасник чемпіонату світу 2006.